# Operation Caesar
Japanische Eroberung 1941/42

Bilin – Sittang – Pegu (Taukkyan) – Rangun – Yunnan-Burma-Straße (u.a. Tachiao – Oktwin – Toungoo – Yenangyaung – Lashio I)
1942/43

Burma-Kampagne 1942–1943

Arakan I – The Hump – Chindits
1944

Schlacht um Nordburma und West-Yunnan 1943–1945

Burma-Kampagne 1944

Arakan II – Ha-gō – Lashio II – Sangshak – Myitkyina – U-gō (Imphal – Kohima – Tennisplatz) – Mogaung – Song shan/Huitong-Brücke – Dan-gō
1944/45

Burma-Kampagne 1944–1945

Bhamo – Arakan III (Kangaw und Höhe 170 – Ramree) – Meiktila/Mandalay – Pakokku – Lashio III – Tanlwe Chaung – Operation Dracula – Sittang
Die Operation Caesar war die Endphase der Evakuierung britischer Truppen aus der burmesischen Hauptstadt Rangun zwischen dem 28. Februar und 7. März 1942. Der Rückzug der britischen Armee von Burma nach Indien war geografisch gesehen der längste. Auf der Führungsebene der Alliierten kursierte die Meinung, dass die Geographie von Burma einen Landangriff so gut wie unmöglich machte, aber die Japaner widerlegten diese These.
Die vorrückenden japanischen Einheiten der 15. Armee unter dem Kommando von Generalleutnant Iida Shōjirō ließen den Briten keine andere Möglichkeit als den Rückzug und die Reorganisation ihrer Streitkräfte in Indien.

## Vorgeschichte
Für die Kriegsanstrengungen der Alliierten war Burma von entscheidender Bedeutung. Das Land enthielt die einzige gangbare Route, über die die USA die Chinesen in ihrem Kampf gegen die Japaner versorgen konnten. Für Winston Churchill und Franklin D. Roosevelt war es lebenswichtig die Chinesen mit Nachschub zu versorgen. Nur so konnten die Chinesen ihren Kampf gegen die Japaner aufrechterhalten um die Kampfkraft der japanischen Armee aufzuspalten. Sollte der Kampf in China ins Stocken geraten, hatten die Japaner die Möglichkeit, viel mehr Männer zu den verschiedenen Kriegsschauplätzen in Asien und im Pazifikraum zu versetzen.
Rangun wurde am 23. Dezember 1941 zum ersten Mal heftig bombardiert. Etwa 80 japanische Kampfbomber überflogen die Stadt und warfen ihre Bomben ab. Vom Mingaladon-Flugfeld aufgestiegene neuseeländische Jagdflugzeuge der 67 Fighter Squadron konnten gegen diese Übermacht nichts ausrichten. Die Docks im Hafen wurden schwer beschädigt und die Verwaltung hatten immense Schwierigkeiten den Hafen wieder Instand zu setzen. Die japanische Eroberung Burmas startete dann unter dem Decknamen Operation B am Abend des 16. Januar 1942.

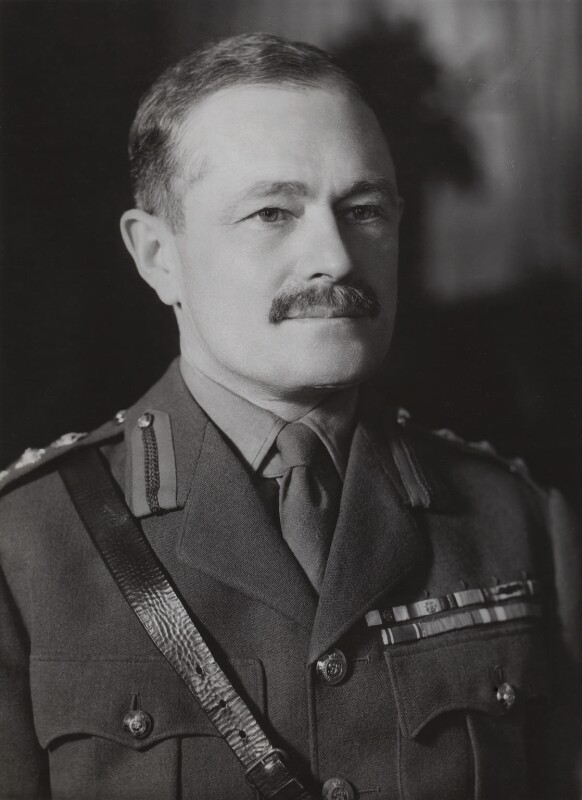
Generalleutnant Sir Thomas Jacomb Hutton

Die Verteidigung von Burma lag ursprünglich bei der sogenannten Burma-Armee unter Generalleutnant Thomas Jacomb Hutton. Die Armee, die nur aus zwei Divisionen bestand, war dem ABDA-Kommando unterstellt, dessen Oberbefehlshaber Archibald Wavell war. Neun Bataillone der burmesischen Militärpolizei bewachten die Grenze, dienten aber auch der inneren Sicherheit, sodass ihre Präsenz über das ganze Land verteilt war. Auch die Royal Air Force war in Burma nur sehr schwach vertreten. So war in Burma nur die 67 Fighter Squadron mit 16 Buffalo-Flugzeugen stationiert. Die vier Hauptflugplätze befanden sich in Victoria Point, Tavoy, Moulmein und Mergui. Diese waren als Tankstellen für Flugzeuge, die nach Singapur weiterflogen, von entscheidender Bedeutung.
Der erste japanische Angriff wurde gegen Victoria Point, fast der südlichste Punkt Burmas, gerichtet. Da er dort erwartet wurde, konterten die Briten ihn nicht. Der zweite Angriff war ein kleiner Sondierungsangriff auf eine Polizeistation in der südlichen Tanintharyi-Region zwischen Moulmein an der Mündung des Flusses Salween und Victoria Point. Dieser wurde abgewehrt. Kurz darauf eroberten die Japaner die Stadt Tavoy mit ihrem Flugplatz, was am nächsten Tag die Evakuierung der Mergui-Garnison nach Rangun erzwang. Mittlerweile verfügten die Japaner über drei Flugplätze, von denen aus Jägereskorten für ihre Bomber geflogen werden konnten, die Rangun, Victoria Point, Tavoy und Mergui angriffen.
Rangun konnte zunächst relativ erfolgreich gegen japanische Luftangriffe verteidigt werden, wobei die kleine Einheit der RAF durch ein Geschwader der American Volunteer Group aus China verstärkt wurde. In der letzten Januarwoche unternahmen die Japaner einen entschlossenen Versuch die kleine Kampftruppe bei Rangun zu überwältigen. Sie griffen die Stadt und die Docks wiederholt bei Tageslicht an, aber nachdem sie in sechs Tagen etwa 50 Bomber und Jäger verloren hatten, gaben sie den Versuch auf und gingen zu Nachtangriffen über. Da die meisten Flugplätze sich zwischen Rangun und dem japanischen Vormarsch befanden, wurde die Vorwarnzeit, die die Lufteinheiten in der Gegend von Rangun erhielten, erheblich verkürzt und die Flugplätze wurden immer unhaltbarer.

## Der japanische Vormarsch

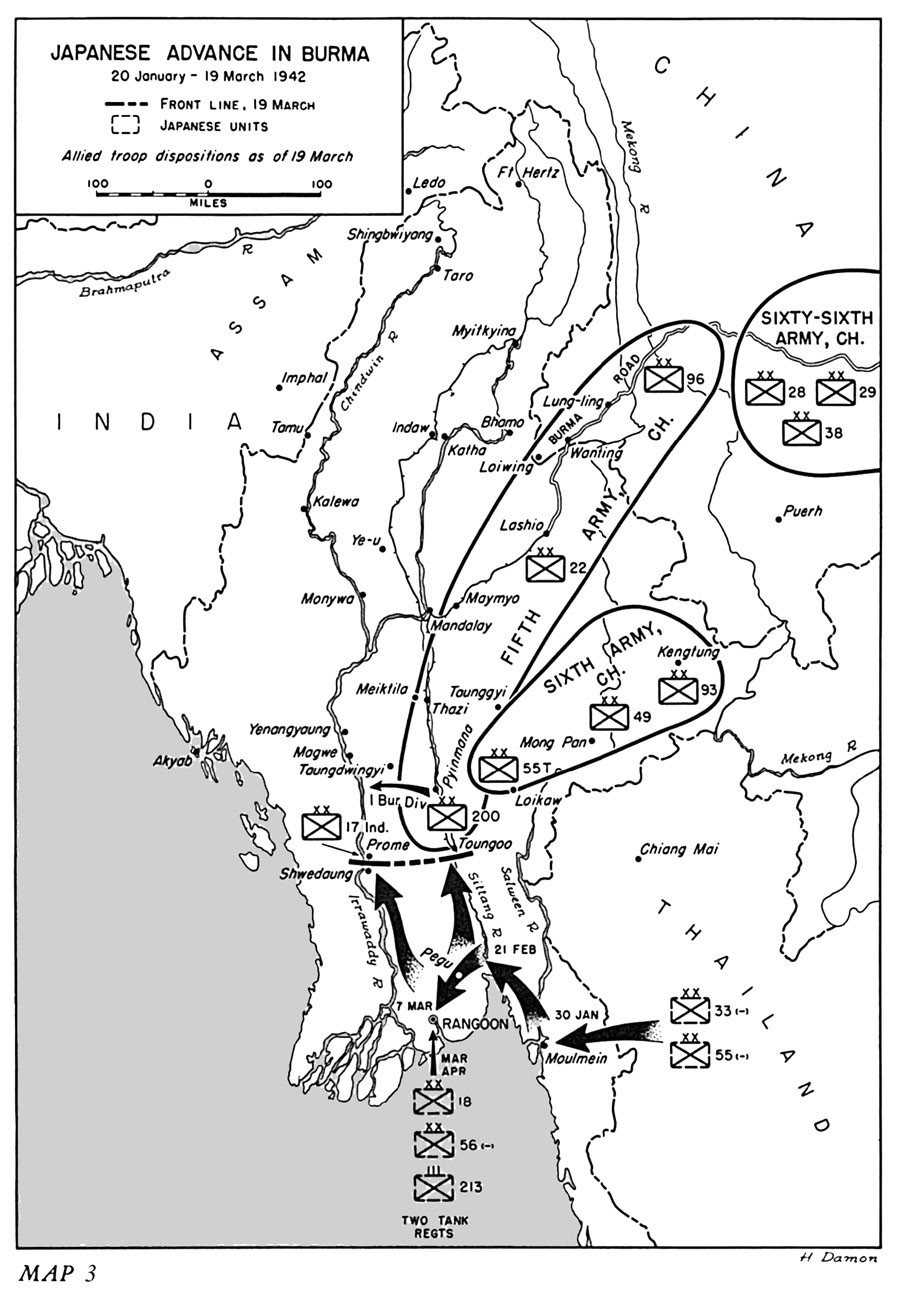
Japanischer Vormarsch zwischen dem 20. Januar und 19. März 1942

Die 55. Division unter Generalleutnant Hiroshi Takeuchi, zugehörig der 15. Armee des japanischen Kaiserreichs, hatte Thailand gesichert und marschierte dann am 23. Januar in Burma ein und eroberte strategische Punkte in der Tanintharyi-Region.
Die indische 16. Brigade unter Brigadier John Keane Jones der indischen 17. Division von Generalmajor John George Smyth, die diesen Bereich bewachte, zog sich schnell nach Westen zurück. Die japanische Division rückte nach Moulmein  vor, das von der 2. Burma-Brigade von Brigadier Arthur John Henry Bourke besetzt war. Die Position war fast unmöglich zu verteidigen und hatte den Fluss Salween mit einer Breite von fast 2,4 km hinter sich. Die 2. Burma-Brigade wurde in einen immer engeren Umkreis gedrängt und zog sich schließlich am 31. Januar mit der Fähre über den Fluss zurück, nachdem sie eine große Menge an Vorräten und Ausrüstung zurückgelassen hatte. Ein Teil der Truppe wurde in Moulmein zurückgelassen und musste den Fluss durchschwimmen.

## Der Rückzug aus Rangun
Generalleutnant Hutton bat General Wavell im Hauptquartier auf Java telegrafisch darum die Truppen an eine Position abzuziehen, die er für leichter zu verteidigen hielt. Wavells Antwort darauf lautete:

„I have every confidence in judgement and fighting spirit of you and Smyth, but bear in mind that continual withdrawal, as experience in Malaya showed, is most damaging to morale of troops, especially Indian troops. Time can often be gained as effectively and less expensively, by bold counter-offensive. This especially so against Japanese.“

„Ich habe vollstes Vertrauen in das Urteilsvermögen und den Kampfgeist von Ihnen und Smyth, aber denken Sie daran, dass ein ständiger Rückzug, wie die Erfahrung in Malaya gezeigt hat, der Moral der Truppen, insbesondere der indischen Truppen, am meisten schadet. Zeit kann oft ebenso effektiv und kostengünstiger durch mutige Gegenoffensive gewonnen werden. Dies gilt insbesondere gegen Japaner.“

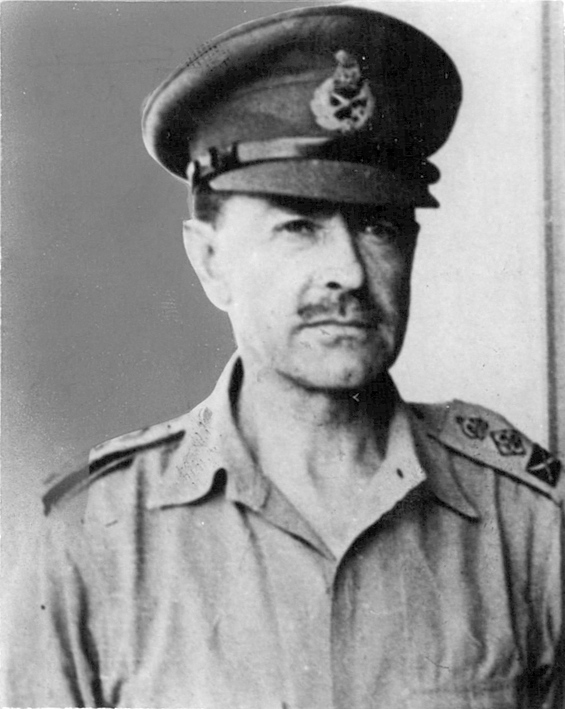
General Harold Alexander

Hutton ignorierte die Antwort von Wavell und ordnete nach kurzer Verzögerung am 19. Februar einen Rückzug über den Fluss Sittang an. Dabei kam es dann zum Sittang-Disaster, als die Einheiten unter Generalmajor Smyth schwere Verluste beim Rückzug über den Fluss hinnehmen mussten. Bei der Überquerung in Richtung Rangun trugen die Japaner ein Drittel des von den Briten zurückgelassenen Materials mit sich. Nach kleineren Kämpfen, wie der Schlacht um Pegu und der Schlacht um die Straßensperre bei Taukkyan, standen die japanischen Streitkräfte vor Rangun. Obwohl als Verstärkung die  britische 7. Panzerbrigade unter Brigadier John Henry Anstice nahe Rangun eingetroffen war, fehlte immer noch die erwartete australische Division. Rangun fiel schließlich am 8. März an die Japaner. Als die Japaner weiter vordrangen, entschied General Harold Alexander, der inzwischen Hutton ersetzt hatte, dass die britischen, burmesischen und chinesischen Armeen Stellung beziehen mussten, was sie in der Nähe von Mandalay taten. Heftige Kämpfe hielten die Japaner auf, konnten das Endergebnis jedoch nicht ändern. General Alexander traf am 26. April die Entscheidung, alle Männer nach Indien abzuziehen.

## Nach dem Rückzug
Nach dem Fall von Rangoon ebbten die Kämpfe ab. Beide Seiten erhielten Verstärkung und bereiteten sich auf die zweite Phase des Feldzugs vor – den unvermeidlichen japanischen Angriff nach Norden auf Zemtral-Burma.
Auf alliierter Seite traf General William Slim ein, um das Kommando über ein neu gebildetes Burmacorps zu übernehmen, zu dem die 7. Panzerbrigade, die 1. Burma-Division und die 17. Indische Division gehörten. Die Briten nahmen schließlich das Angebot chinesischer Hilfe an, und die 5. und 6. chinesische Armee marschierten von Norden nach Burma ein, um den linken Flügel der neuen alliierten Linie zu bilden. Insgesamt standen Alexander und Slim damit etwa 165000 Mann zur Verfügung, 95.000 davon aus den beiden chinesischen Armeen unter dem Kommando von Stilwell.
Mit dem japanischen Vordringen nach Burma war der Hafen von Kalkutta, in dem eine Viertelmillion Tonnen Schifffracht konzentriert waren, in Reichweite eines Luftangriffs geraten. Auf Ceylon boten der Hafen von Colombo mit seiner Schifffahrt und der britische Marinestützpunkt in Trincomalee, wo sich die Eastern Fleet neu formierte, attraktive Ziele für die Japaner. Eine japanische Seestreitmacht, die hauptsächlich aus Flugzeugträgern bestand, war unterdessen in den Indischen Ozean eingedrungen, um die Landung von Verstärkungen in Rangun abzudecken. Anfang April näherte sich diese Einheit Ceylon, und in der folgenden Woche starteten ihre Trägerflugzeuge zwei schwere Angriffe, einen gegen den Hafen von Colombo und den anderen gegen Trincomalee.
Die Japaner starteten danach keine weiteren Angriffen auf Ceylon, hatte aber bemerkenswerte Erfolge auf See, wo sie zwischen dem 5. und 9. April die britischen Kreuzer Dorsetshire und Cornwall, den Flugzeugträger Hermes und fünfzehn Handelsschiffe versenkten.

## Alliierte Einheiten
Burma-Armee (Generalleutnant Thomas Jacomb Hutton, General Harold Alexander)
- 1st Burma Infantry Division (Generalmajor James Bruce Scott)[10]
  - 1st Battalion The Cameronians (Scottish Rifles) (Oberstleutnant Alexander Galloway)
  - 1st Battalion The Gloucestershire Regiment
  - 1st Battalion The Royal Inniskilling Fusiliers (Oberstleutnant Cox, Oberstleutnant McConnell, Oberstleutnant Clifford)[11]
  - 1st Battalion The West Yorkshire Regiment
  - 2nd Battalion The Duke of Wellington Regiment (Oberst Charles James Pickering)[12]
  - 2nd Royal Marine Commando
- 17th Indian Infantry Division (Generalmajor John George Smyth)
  - 16th Indian Infantry Brigade (Brigadier John Keane Jones)[5]
  - 2nd Burma Infantry Brigade (Brigadier Arthur John Henry Bourke)

## Japanische Einheiten
15. Armee (Generalleutnant Iida Shōjirō)
- 33. Division (Generalleutnant Sakurai Shōzō)
- 55. Division (Generalleutnant Hiroshi Takeuchi)